# André Picot (romancier)
Pour les articles homonymes, voir Picot et André Picot (chimiste).
André (Marcel Léon) Picot, né le 13 janvier 1923 à Arpajon (à l'époque en Seine-et-Oise) et mort le 28 juillet 1995 à Paris 14e, est un auteur français de roman policier.

## Biographie
Il passe sa petite enfance à Arpajon et, à douze ans, sa famille déménage à Maisons-Alfort où il fonde dans son école communale un journal humoristique qui est bientôt interdit de publication par la direction de l'établissement.  En 1939, il s'inscrit à l'École normale d'Auteuil, obtient ses diplômes et devient instituteur dans la banlieue parisienne à partir de 1942. Il reviendra sur cette expérience dans L'Usine à gosses, un récit lauréat du prix de l'Humour 1965.
À partir de 1946, il publie des contes humoristiques, des sketches et de courts pastiches pour le Humour Magazine dirigé par Arsène Brivot. Il aborde la littérature policière en 1953 par une nouvelle, L'incessante Menace, parue dans l'Almanach Vermot, et est ensuite sollicité pour en donner d'autres au Mystère magazine. Son premier roman policier, Le Don de mort, est publié en 1955, suivi d'une douzaine de titres. Plusieurs de ces romans et nouvelles seront adaptés à la radio pour l'émission Les Maîtres du mystère. Il signe également quelques courts textes dramatiques pour la radio.
En 1965, le roman policier Il faut mourir à point remporte le prix du roman d'aventures.  Il a également collaboré avec Maurice Roland à trois reprises pour deux romans publiés dans la collection Le Masque et un paru aux Éditions Denoël.

## Œuvre

### Romans policiers

#### signés André Picot
- Le Don du mort, Paris, Ciel du Nord, 1955
- In extremis, Paris, Arabesque, coll. Crime parfait ? no 3, 1957
- L'aventure n'était pas pour moi, Paris, Arabesque, coll. Crime parfait ? no 7, 1957
- Invitation à la mort, Paris, Arabesque, coll. Crime parfait ? no 10, 1957
- La Vérité de minuit, Paris, Arabesque, coll. Crime parfait ? no 15, 1958
- L'abîme appelle l'abîme, Paris, Arabesque, coll. Crime parfait ? no 20, 1958
- Symphonie macabre, Paris, Arabesque, coll. Crime parfait ? no 23, 1958
- Laissez dormir les morts, Paris, Arabesque, coll. Crime parfait ? no 28, 1959
- L'Assassin part en vacances, Paris, Librairie des Champs-Élysées, Le Masque no 709, 1960
- La Jeune Fille et la Mort, Paris, Librairie des Champs-Élysées, Le Masque no 770, 1962
- Il faut mourir à point, Paris, Librairie des Champs-Élysées, Le Masque no 874, 1965 ; réédition, Paris, Librairie des Champs-Élysées, Club des Masques no 293, 1976

#### en collaboration avec Maurice Roland
- L'Ombre et le Silence, Paris, Librairie des Champs-Élysées, Le Masque no 974, 1967
- Le Bâton dans la fourmilière, Paris, Librairie des Champs-Élysées, Le Masque no 989, 1967 ; réédition, Paris, Librairie des Champs-Élysées, Club des Masques no 173, 1973
- Z… comme Zurich, Paris, Denoël, coll. Crime-club no 262, 1968 ; réédition, Paris, Denoël, coll, Crime club no 302, 1972

#### signé Marc Noël
- La farce est jouée, Paris, Arabesque, coll. Crime parfait ? no 32, 1959

#### signé André Berger
- Ordonnance de non-lieu, Paris, Fleuve noir, Spécial Police no 1329, 1977

#### Récit humoristique
- L'Usine à gosses, Paris, La Pensée moderne, 1964

### Nouvelles
- L'Incessante Menace, Paris, Almanach Vermot, 1953 (en collaboration avec Béatrice de L'Aulnoit)
- Tous les chemins mènent à Rome, Paris, Opta, Mystère magazine no 66, juillet 1953
- À votre santé !, Paris, Opta, Mystère magazine no 101, juin 1956
- La Chute, Paris, Opta, Mystère magazine no 104, septembre 1956
- Bonne nuit, miss Clark, Paris, Opta, Mystère magazine no 117, octobre 1957
- Le Tueur consciencieux, Paris, Opta, Mystère magazine no 160, mai 1961
- Profiteur de guerre, Paris, Opta, Mystère magazine no 176, septembre 1962
- Le Geste d'un fanatique, Paris, Opta, Alfred Hitchcock magazine no 24, avril 1963 ; réédition dans Suspense à tombeau ouvert, Paris, Opta, Club de Livre policier, 1964
- Happy end, Paris, Opta, Mystère magazine no 183, avril 1963
- Folie douce, Paris, Opta, Mystère magazine no 214, novembre 1965
- Kidnapping, Paris, Opta, Mystère magazine no 217, février 1966

## Prix et récompenses
- Prix du roman d'aventures 1965 pour Il faut mourir à point.

## Sources
- Jacques Baudou et Jean-Jacques Schleret, Le Vrai Visage du Masque, vol. 1, Paris, Futuropolis, 1984, 476 p. (OCLC 311506692), p. 345-346.
- Claude Mesplède, Dictionnaire des littératures policières, vol. 2 : J - Z, Nantes, Joseph K, coll. « Temps noir », 2007, 1086 p. (ISBN 978-2-910686-45-1, OCLC 315873361), p. 535.